# Schwall Peak
Der Schwall Peak ist ein 1550 m hoher und felsiger Berg im ostantarktischen Viktorialand. In der Convoy Range ragt er rund 7 km westnordwestlich des Mount Gunn am südlichen Rand der Staten Island Heights auf.
Das Advisory Committee on Antarctic Names benannte ihn 1999 nach Karen Schwall, erster weiblicher Offizier der United States Army in Antarktika, die von 1988 bis 1991 an logistischen Operationen per Schiff und Flugzeug beteiligt und von 1991 bis 1996 für das Unternehmen Antarctic Support Associates tätig war.